# George Casalis

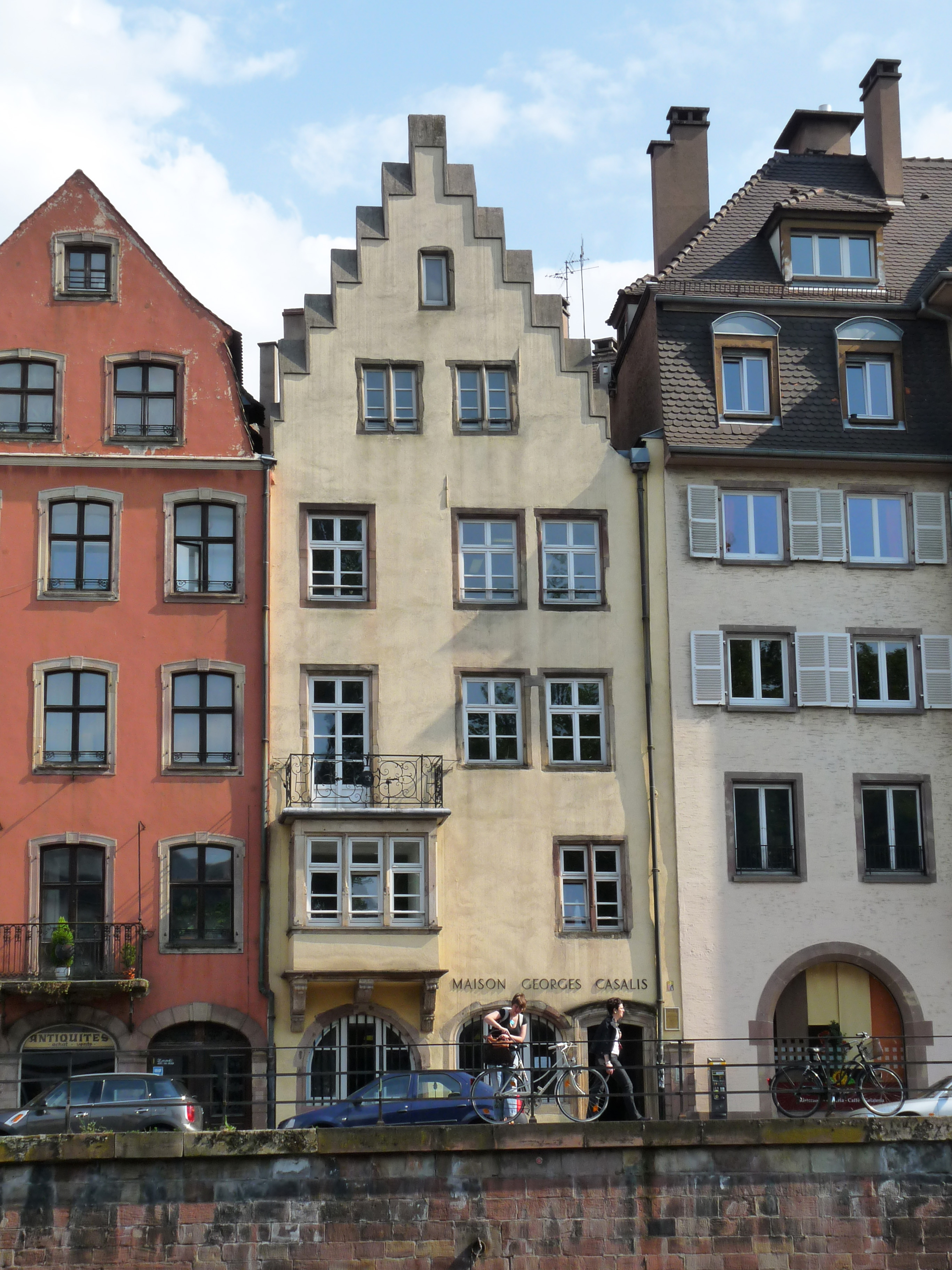
Maison Georges Casalis in Straßburg, 13 quai Saint-Nicolas

George Casalis (* 4. Januar 1917 in Paris; † 16. Januar 1987 in Managua) war ein französischer evangelisch-reformierter Pastor, Befreiungstheologe und Hochschullehrer.

## Leben
Casalis, der Sohn des Arztes Alfred Hamilton Casalis, studierte nach der Erlangung seiner Hochschulreife in an der Pariser Faculté de théologie protestante und in Basel Evangelische Theologie. In Basel kam er in einen vertieften Kontakt zu dem Theologen Karl Barth, dessen Freund und späterer Biograf er wurde. Zum Pastor ordiniert, wurde er als Studentenpfarrer tätig. Bei der Besetzung Frankreichs durch die deutsche Wehrmacht beteiligte er sich an der Résistance und gehörte zu den Gründern der Cimade. 1940 wurde er Generalsekretär der Christlichen Studentenbewegung im nichtbesetzten Frankreich. Eine protestantische Gruppe erklärte unter seiner Mitwirkung, die antisemitischen Gesetze der Vichy-Regierung nicht zu befolgen. In den noch weiter gehenden Thesen von Pomeyrol wird sogar erklärt, die protestantische Kirche müsse „Widerstand gegen jeglichen totalitären und idolatrischen Einfluss“ leisten.
Von 1943 bis 1945 war Casalis Gemeindepfarrer in Moncoutant. Dann ging er als Militärpfarrer nach Baden-Baden. 1946 übernahm er das gleiche Amt in Berlin, wo er auch Dozent an der Kirchlichen Hochschule war und die evangelischen Gefangenen des Alliierten Kriegsverbrechergefängnisses in Berlin-Spandau betreute, worüber der Architekt und ehemalige Rüstungsminister Albert Speer in seinen Gefängnismemoiren Spandauer Tagebücher ausführlich berichtete. Ab 1951 war Casalis Pfarrer der lutherischen Kirche in Elsass-Lothringen, unter anderem an der Nikolaikirche in Straßburg. Von 1961 bis 1982 lehrte er als Professor für Praktische Theologie an der Faculté de théologie protestante in Paris. 1970 wurde er in Straßburg zum Dr. theol. promoviert.
Casalis nahm an den Allchristlichen Friedensversammlungen der Christlichen Friedenskonferenz (CFK) von 1964 und 1968 teil. Nach der Niederschlagung des Prager Frühlings durch die Truppen des Warschauer Pakts, die von der CFK gerechtfertigt wurde, zog er sich als Vorstandsmitglied zurück. Er unterstützte die Proteste im Mai 1968 in Frankreich und verstärkte seinen Einsatz für Befreiungsbewegungen, vor allem in Lateinamerika. Nach dem Eintritt in den Ruhestand lehrte er noch an der evangelisch-theologischen Fakultät in Managua.
Casalis war seit 1940 mit Dorothée Casalis-Thurneysen (1917–2011), einer Tochter von Eduard Thurneysen, verheiratet. Mit ihr zusammen teilte er sich die Chefredaktion der Zeitschrift Christianisme social. Die Lehre von der Seelsorge seines Schwiegervaters übersetzte er ins Französische (Doctrine de la cure d’âme, 1958).
In Managua ist ein Barrio nach ihm benannt, in Straßburg das Sozialprojekt Maison Georges Casalis, in der Französischen Friedrichstadtkirche in Berlin der Georges-Casalis-Saal.

## Schriften (Auswahl)
- Der moderne Mensch und die frohe Botschaft. Reinhardt, Basel 1959.
- Portrait de Karl Barth. Labor et fides, Genève – Paris 1960.
  - Karl Barth. Person und Werk. Stimme-Verlag, Darmstadt 1960.
- Luther et l'Église confessante. Éd. du Seuil. Paris, 1962 (Neuausgabe 1983).
- Protestantisme. Larousse, Paris 1976.
- Les Idées justes ne tombent pas du ciel. Éléments de théologie inductive. éditions du Cerf, Paris 1977.
  - Die richtigen Ideen fallen nicht vom Himmel. Grundlagen einer induktiven Theologie. (Urban Taschenbücher, T-Reihe, Bd. 640.) W. Kohlhammer, Stuttgart 1980, ISBN 978-3-17-004828-7.
- Un semeur est sorti pour semer. Cerf, Paris 1988.
- Gottfried Orth, Bruno Schottstädt (Hrsg.): Der befreiende Gott und unser Leben. Aufsätze und Vorträge. Ernst-Lange-Institut, Rothenburg o.T. 1995, ISBN 978-3-928617-11-6.

## Medien
- Casalis wirkte in einem Spielfilm über die Nürnberger Prozesse mit als „Kaplan von Spandau“. USA / BR Deutschland / (Großbritannien), 1973–1976. Originaltitel THE MEMORY OF JUSTICE / NICHT SCHULDIG? // NUREMBERG AND THE GERMANS [TEIL 1] // NUREMBERG AND OTHER PLACES [TEIL 2][3]